# Spiniraja whitleyi
Spiniraja whitleyi is een vissensoort uit de familie van de Rajidae. De wetenschappelijke naam van de soort is voor het eerst geldig gepubliceerd in 1938 door Iredale.